# Goudsbloem (geslacht)
Goudsbloem (Calendula) is een geslacht van twaalf tot twintig soorten eenjarige of groenblijvende, overblijvende kruiden uit de composietenfamilie (Compositae oftewel Asteraceae). Ze komen van nature voor van het Middellandse Zeegebied tot Iran.

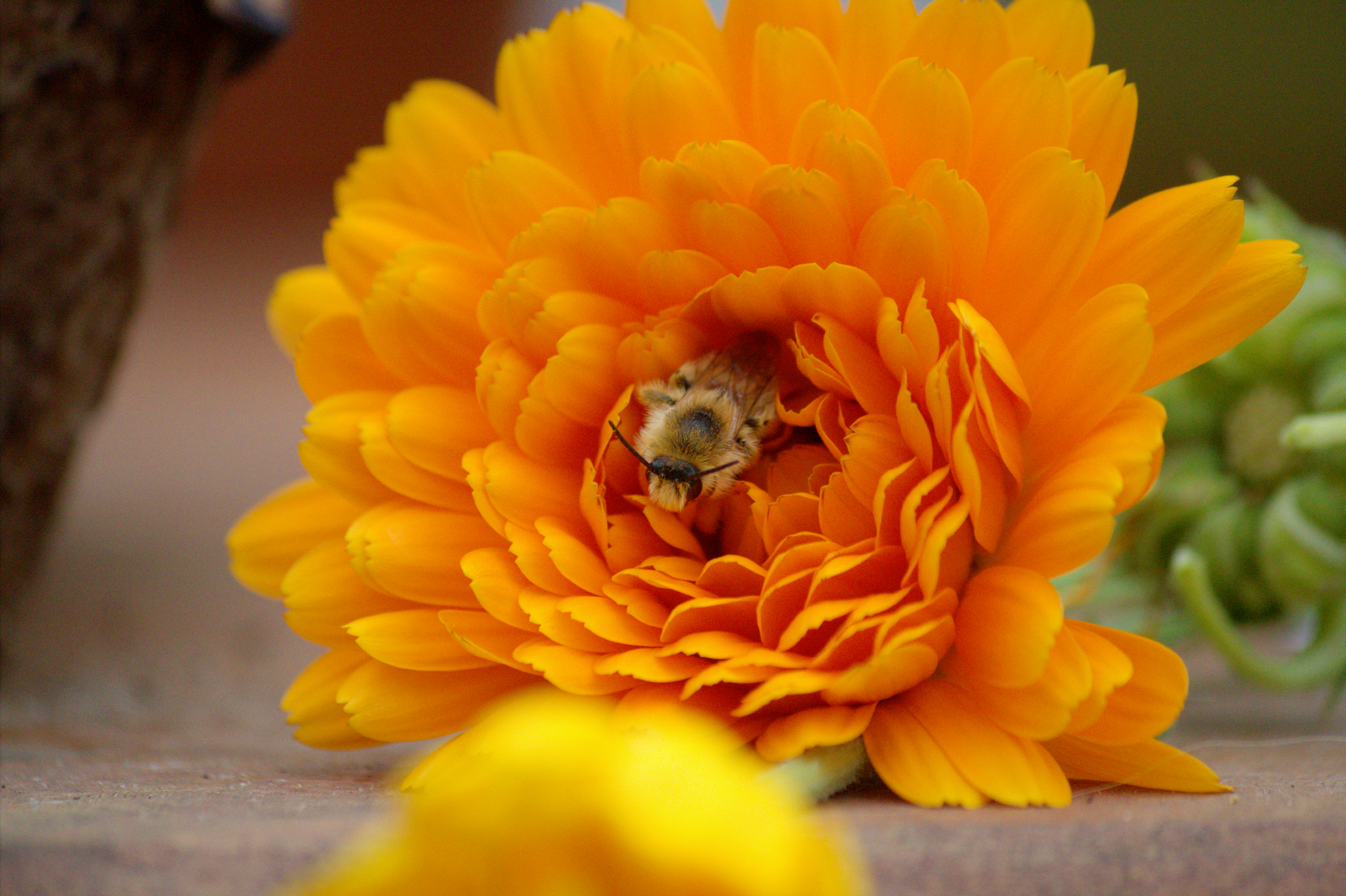
Slapende pluimvoetbij op een goudsbloem

De bladeren van deze planten zijn 5-18 cm lang, ongedeeld, en vaak ruw behaard.
De kleur van de bloemhoofdjes varieert van lichtgeel tot diep oranje. Ze hebben een doorsnee van 3-7 cm, en hebben zowel buisbloemen als lintbloemen.

## Gebruik
De bladen en kroonbladen van Calendula officinalis zijn eetbaar. De bladen kunnen zoet zijn, maar meestal zijn ze bitter, reden waarom ze meestal in salades gebruikt worden.
Men beschouwt een zalf van Calendula officinalis (goudsbloem) als geneeskrachtig voor de huid. De toepassing zou vrij breed zijn en variëren van (lichte) brandwonden tot acne.

## Enkele soorten
- Calendula arvensis - Akkergoudsbloem
- Calendula bicolor
- Calendula eckerleinii
- Calendula lanzae
- Calendula maderensis
- Calendula maroccana
- Calendula meuselii
- Calendula officinalis - Goudsbloem
- Calendula stellata
- Calendula suffruticosa
- Calendula tripterocarpa